# ルル・ラブア
ルル・ラブア（1945年11月19日 - 1999年12月27日）は、日本の占星術師。茨城県出身。

## プロフィール
- 1964年に占星学に入る。1969年に潮島郁幸に師事する。
- 1971年からマスコミ界に登場する。
- 1999年12月27日没。

## 著書
- ホロスコープ入門（青春出版社）
- 占星学の見方（東栄堂）
- ホロスコープ占星術（学習研究社）
- アスペクト占星術（学習研究社）